# Chris Squire
Christopher Russell Edward Squire, conhecido como Chris Squire (Londres, 4 de março de 1948 - Phoenix, 27 de junho de 2015) foi um músico britânico, famoso por seu trabalho como baixista da banda de rock progressivo Yes, da qual foi co-fundador e o único membro constante em todas as formações até sua morte, em 2015.
O estilo do baixo de Squire é melódico, dinâmico e agressivo, o qual é sua marca. Ele usava caracteristicamente o baixo Rickenbacker 4001, que, junto com seus ajustes pessoais, gerava um timbre inconfundível. Squire foi considerado o 18º melhor baixista do milênio numa lista divulgada pela revista Guitar há poucos anos.
Em maio de 2015, Chris Squire foi diagnosticado com leucemia e por isso afastou-se das atividades do Yes para fazer o tratamento. Em 28 de junho de 2015, o tecladista Geoff Downes (Asia/Yes) postou em sua conta no Twitter que Squire veio a falecer por complicações da doença.

## Discografia

### Carreira Solo
- Fish Out Of Water - 1975
- Run With The Fox - 1981 (com o companheiro de Yes Alan White)
- Chris Squire's Swiss Choir - 2007

### Com o Yes
- Yes - 1969
- Time and a Word - 1970
- The Yes Album - 1971
- Fragile - 1971
- Close To The Edge - 1972
- Tales from Topographic Oceans - 1973
- Relayer - 1974
- Going for the One - 1977
- Tormato - 1978
- Drama - 1980
- 90125 - 1983
- Big Generator - 1987
- Union - 1991
- Talk - 1994
- Keys to Ascension - 1996
- Keys to Ascension 2 - 1997
- Open Your Eyes (álbum de Yes) - 1997
- The Ladder - 1999
- Magnification - 2001
- Fly from Here - 2011
- Heaven & Earth - 2014

(e ainda todas as compilações e álbuns ao vivo do grupo.)

### Com o Conspiracy
- Conspiracy - 2000
- The Unknown - 2003

### Outros
Squire ainda trabalhou em vários álbuns de diversos músicos, tais como seu ex-companheiro de banda Rick Wakeman, o guitarrista Steve Hackett (da banda contemporânea e "rival" Genesis) e Eddie Harris.